# Trichomorellia flavipalpis
Trichomorellia flavipalpis är en tvåvingeart som först beskrevs av Pamplona 1983.  Trichomorellia flavipalpis ingår i släktet Trichomorellia och familjen husflugor. Inga underarter finns listade i Catalogue of Life.